# Justicia irumuensis
Justicia irumuensis là một loài thực vật có hoa trong họ Ô rô. Loài này được (Lindau) Bamps & Champl. mô tả khoa học đầu tiên năm 1990.